# Bonver
Bonver Videodata AB, ibland förkortat Bonver, är ett familjeägt investmentbolag med bas i Gåshaga, på Lidingö. Bolaget kontrolleras av Cecilia, Gerard och Jacob Versteegh (son till Cecilia och Gerard). Bonvers innehav kan delas in i Kärninnehav som förvaltas aktivt, och Övriga innehav som drivs genom styrelsearbete. I den senare kategorin saminvesterar Bonver gärna med entreprenörer och företagsledning.

## Historia
Bonver grundades 1983 som Europas första uthyrare av videofilm. Bolagsnamnet uppstod då familjerna Bonnier och Versteegh skapade bolaget tillsammans. Familjen Versteegh behöll namnet när Bonnier senare köptes ut ur bolaget. Bolaget växte kraftigt och blev under 1990-talet ett av Nordens största distributionsföretag, specialiserat på nöjesprodukter. 1996 flyttade bolaget till ett nytt huvudkontor i Gåshaga på Lidingö. Under åren ha Bonver skött distribution för bl.a. Paramount Home Entertainment (inkl. Dreamworks), SF Video (inkl. 20th Century Fox och Metro Goldwyn Mayer), Walt Disney Studios Home Entertainment, Warner Bros Entertainment (inkl. Sandrew Metronome), Universal Pictures och Universal Music. Som mest distribuerade Bonver över 100 miljoner produkter varje år.
Under 2000-talet ställde Bonver successivt om logistikverksamheten från distribution av DVD och CD till e-handel och medicin. Säljkåren breddade samtidigt sitt utbud till att i första hand tillhandahålla "shop-in-shop"-lösningar för andra Bonver-ägda produkter (såsom kaffe, mjukglass, snus, upplevelsepresenter m.m.) istället för DVD och CD:s.

## Innehav

### Kärninnehav
- Bonver Logistics - En av Sveriges största tredjepartslogistiker som hanterar lagerhållning, logistik och distribution åt kunder som Walt Disney, Bangerhead, Rituals, Lysman, Parfym.se med flera.
- Bonver Entertainment - Tillhandahåller "shop-in-shop"-lösningar för film, musik och ljudböcker.
- Frozen Dreams - Uthyrning av maskiner och påfyllnadsvaror för försäljning av frozen yogurt, mjukglass och slush i butiker.
- Coffe Dreams - Uthyrning av maskiner och påfyllnadskaffe för försäljning i butiker.
- Gåshaga Kafferosteri - Egenrostat delikatesskaffe till kaffemaskiner, företag och restauranger.[3]
- Apotekstjänst - Distribution av doserad medicin till privatperson, äldreboenden och andra vårdinrättningar. Leverantör till cirka 90 000 patienter i landstingen Västra Götaland, Halland, Dalarna, Gävleborg, Sörmland, Uppsala, Värmland, Västmanland och Örebro.

### Övriga innehav
- MovieZine - Sveriges största onlinemagasin för filmintresserade.
- Flixit - App som tipsar om film- och TV-underhållning.
- Datakompisen i Dorotea - Outsourcad kundservice.
- Kranlyftet - Fastighetsbolag och bostadsprojektering.